# Five Nights at Freddy's (joc video)
Five Nights at Freddy's (adesea abreviat FNaF) este un joc video survival horror point-and-click creat de Scott Cawthon, fiind primul din seria de succes Five Nights at Freddy's. Jocul a fost lansat pentru Microsoft Windows, Android și iOS în 2014 și în prezent poate fi găsit pe Steam și IndieDB. Acțiune se petrecea la o pizzerie fictivă numită "Freddy Fazbear's Pizza", unde jucătorul lucrează pe post de gardă de noapte și trebuie să supraviețuiască atacurilor animatronicilor din restaurant, care prind viață noaptea și încearcă să-l omoare, având la dispoziție doar niște camere de securitate și uși automate, ce merg pe o sursă limitată de curent electric. 
Ideea din spatele jocului a venit în urma criticilor unui joc anterior de-al lui Cawthon, Chipper & Sons Co., spunând că personajul principal este în mod neintenționat înspăimântător și se mișcă ca un robot, ceea ce l-a inspirat pe Cawthon să creeze un joc horror. Jocul a avut parte de critici pozitive și de un succes neașteptat, în mare parte datorită tuturor filmulețelor cu gameplay de pe YouTube din partea unor YouTuberi faimoși. Succesul uriaș al jocului a dus la lansarea mai multor continuări (cel puțin una în fiecare an), precum și cărți, jucării și chiar un film. Astfel, Five Nights at Freddy's este în prezent una dintre cele mai de succes serii de jocuri horror, și una dintre cele mai de succes francize horror în general.

## Gameplay
Jucătorul își asumă rolul lui Mike Schmidt, o gardă de noapte la pizzeria "Freddy Fazbear's Pizza". Timp de 5 nopți (de unde și numele jocului), acesta trebuie să supraviețuiască atacurilor a 4 animatronici din restaurant (Freddy, Bonnie, Chica și Foxy), precum și Golden Freddy, care este o halucinație ce îl poate ataca aleatoriu pe jucător. Pentru a supraviețui, jucătorul are la dispoziție un sistem de camere, de unde poate vede întregul restaurant din biroul său și astfel afla unde se află animatronicii, deși unele camere nu arată imagini, ci doar sunete. Animatronicii pornesc dintr-o cameră în partea opusă a restaurantului și merg încet spre biroul jucătorului, unde acesta trebuie să-i închidă afară folosind niște uși automate, până când vor pleca, deși se vor întoarce mai târziu. Jucătorul trebuie să repete acest proces până la terminarea turei sale de 6 ore (aproximativ 9 minute în viața reală), de la ora 12 la ora 6. Când o tură este terminată, jocul va trece automat la noaptea următoare.
Dacă animatronicii reușesc să pătrundă în birou, atunci îl vor speria pe jucător, rezultând într-un sfârșit de joc și reînceperea nopții de la început. Atât camerele cât și ușile merg pe o sursă limitată de curent, astfel că jucătorul trebuie să aibă grijă cât de des le utilizează. Dacă jucătorul rămâne fără curent înainte de ora 6, atunci Freddy va apărea la ușă și, după puțin timp, îl va speria, rezultând într-un sfârșit de joc.
Jocul are și un nivel bonus, mai dificil decât celelalte 5, intitulat "noaptea a 6-a". După terminarea acestui nivel, jucătorul deblochează "Custom Night", unde poate selecta gradul de dificultate pentru fiecare animatronic, pe o scară de la 1 la 20, cu excepția lui Golden Freddy. După finalizarea unei Custom Night cu toți animatronicii la nivelul 20, jucătorul deblochează finalul jocului, unde este concediat de la restaurant.

## Povestea
Personajul principal este Mike Schmidt, o gardă de noapte recent angajată la pizzeria "Freddy Fazbear's Pizza", deținută de compania fictivă "Fazbear Entertainment". Predecesorul lui Mike, cunoscut doar ca "Phone Guy", îi lasă un mesaj în fiecare noapte cu instrucțiuni și istoria restaurantului, spunând că cei 5 animatronici - Freddy, Bonnie, Chica, Foxy și Golden Freddy - prind viață noaptea și patrulează prin restaurant, din cauză că nu sunt folosiți prea mult timp. Phone Guy îl avertizează pe Mike că dacă animatronicii îl găsesc, atunci vor crede că este un endoschelet fără costum și îl vor băga într-unul, ceea ce îl va omorî.
Prin joc sunt răspândite mai multe ziare care, împreună cu mesajele de la Phone Guy, sugerează că reputația restaurantului a scăzut drastic de ceva timp, din cauza mai multor incidente. Unul dintre acestea este cunoscut ca "mușcătura din '87", când un animatronic a scăpat de sub control și a mușcat o persoană de lobul frontal al creierului. Alte articole de ziar fac referire la un ucigaș în serie (identificat în jocurile ulterioare ca "Purple Guy"), care a ademenit 5 copii în camera din spate a restaurantului și i-a omorât. După incident, unii clienți au observat sânge curgând din costumele animatronicilor, sugerând că ucigașul a ascuns corpurile copiilor în ele și acum animatronicii sunt posedați de spiritele lor, care încearcă să-l găsească și să se răzbune pe el. 
La începutul nopții a 4-a, Phone Guy este aparent ucis de animatronici, iar în noaptea următoare, Mike primește un apel cu niște sunete distorsionate. După ce termină a 5-a noapte, Mike primește un cec cu salariul său. După a 6-a noapte, Mike primește un alt cec, cu un salariu ceva mai mare. Iar în după a 7-a noapte, Mike este concediat pentru că ar fi umblat la animatronici, lipsă de profesionalism, și miros.

## Continuări
Datorită succesului neașteptat al jocului, Cawthon a lucrat la numeroase continuări, care explică mai departe povestea secretă din spatele primului joc, cu privire la Purple Guy (identificat mai târziu ca William Afton, proprietarul tuturor restaurantelor) și copiii uciși de el care posedă acum animatronicii.

### Five Nights at Freddy's 2
Prima continuare a fost lansată în noiembrie 2014, la scurt timp după primul joc. Aceasta este un prequel, ce are loc cu câțiva ani înainte de primul joc și într-un alt restaurant, și include mai mulți animatronici: Withered Freddy, Withered Bonnie, Withered Chica, Withered Foxy, Golden Freddy (care sunt de fapt animatronicii din primul joc, ce au fost ulterior reconstruiți și îmbunătățiți), Toy Freddy, Toy Chica, Toy Bonnie, Balloon Boy (BB), Mangle și Puppet. 
De această dată, jucătorul își asumă rolul lui Jeremy Fitzgerald, o altă gardă de noapte la noul și îmbunătățitul restaurant "Freddy Fazbear's Pizza". Ca și în primul joc, Jeremy este sunat în fiecare noapte de Phone Guy, care îi lasă instrucțiuni cu privire la fiecare animatronic în parte, spunând că aceștia sunt echipați cu un software de recunoaștere facială, cel le permite să identifice criminalii pentru a proteja copiii de potențiale pericole, dar duc lipsă de un mod de noapte, astfel că se îndreaptă spre cel mai apropiat loc luminat și în care există zgomot, ci anume biroul jucătorului. Crezând că acesta este un endoschelet fără costum, animatronicii încearcă să-l bage cu forța într-unul, ceea ce îl va omorî. De această dată, restaurantul are o sursă nelimitată de curent, dar îi lipsesc în schimb ușile, astfel că singura protecție a lui Jeremy este o mască veche de animatronic, pe care o poate folosi pentru a-i păcăli pe ceilalți că este unul dintre ei.
Pe lângă mesajele lui Phone Guy, jocul include câteva minigame-uri ce detaliază povestea din spate, precum ucigașul în serie cunoscut doar ca Purple Guy, care a ucis 5 copii în restaurant. În a 5-a noapte, Phone Guy îi spune lui Jeremy că restaurantul se va închide din cauza unui eveniment necunoscut, și că proprietarul restaurantului Fredbear's Family Dinner (predecesorul lui Freddy Fazbear's Pizza) va fi căutat pentru întrebări. După terminarea celei de-a 5-a nopți, Jeremy primește un cec cu salariul său, care dezvăluie că jocul are loc în anul 1987.
În a 6-a noapte, Phone Guy îi spune lui Jeremy că restaurantul a fost închis pentru motive nedezvăluite, deși a fost menționată utilizarea unui "costum galben de rezervă" și probleme cu animatronicii. Phone Guy spune și că îl va înlocui pe Jeremy ca gardă de noapte, acesta putând să ia tura de zi când restaurantul se va redeschide. După terminarea nopții a 6-a, Jeremy este promovat la tura de zi și este pus să supravegheze petrecerea unui copil, pentru a se asigura că nimeni nu este rănit. De asemenea, este văzut un ziar în care se spune că restaurantul va fi închis permanent și că animatronicii noi vor fi distruși, dar cei vechi vor fi reparați și îmbunătățiți, ducând astfel la evenimentele din primul joc. 
În a 7-a noapte, jucătorul îl controlează pe Fritz Smith, întrucât Jeremy a trecut la tura de zi. După terminarea nopții, Fritz este concediat pentru că ar fi umblat la animatronici, lipsă de profesionalism, și miros.

### Five Nights at Freddy's 3
Al treilea joc din serie a fost lansat în martie 2015 și este un sequel pentru jocul original, având loc 30 de ani după acesta, într-o atracție horror numită "Fazbear's Fright", inspirată de legendele despre restaurantul Freddy Fazbear's Pizza. Singurul animatronic din joc este Springtrap (care este dezvăluit mai târziu să fie posedat de spiritul lui Purple Guy / William Afton, în costumul lui Spring Bonnie, primul animatronic creat de acesta vreodată), deși apar și fantome ale vechilor animatronici, acum distruși: Phantom Freddy, Phantom Chica, Phantom Foxy, Phantom Mangle, Phantom Puppet și Phantom Balloon Boy.
Jucătorul este un angajat anonim la Fazbear's Fright, construit folosind diverse obiecte vechi recuperat de la restaurantele Freddy Fazbear's Pizza originale. O săptămână înainte de deschiderea atracției, jucătorul este instruit să aibă grijă de loc, folosind camere plasate prin diferite încăperi și ventilație, precum și să se ocupe de trei sisteme de operare - camerele, ventilația și audio - care se strică ocazional și trebuiesc restartate. În plus, jucătorul poate avea ocazional halucinații cu animatronicii vechi, dar aceștia nu îl afectează în mod direct, ci doar strică unul dintre sistemele de operare.
După prima noapte, personalul găsește un animatronic vechi și deteriorat, pe care îl numesc "Springtrap" și îl depozitează în una dintre camerele atracției. Totuși, după ce acesta prinde viață, jucătorul trebuie să-l prevină să ajungă în biroul său, lipsit de uși, folosind sistemul audio pentru a-l ademeni în alte camere. Asemănător cu celelalte două jocuri, în fiecare noapte jucătorului îi este lăsat un mesaj pe o casetă care îi dă instrucțiuni și vorbește despre costumul lui Springtrap, care a fost conceput inițial să fie poată fi purtat și de oameni, precum și despre o "cameră de siguranță", care este complet ascunsă vizitatorilor, precum și majorității personalului, și nu apare pe cameră. În casetele următoare, se spune de ce purtarea costumului de oameni este o ideea proastă, în urma unui accident în care arcurile din interior au cedat iar persoana dinăuntru a murit, și că este important ca nimeni să nu intre vreodată în camera de siguranță.
Ca și în Five Nights at Freddy's 2, există mai multe minigame-uri ascunse ce detaliază povestea din spatele jocului. În fiecare dintre minigame-urile pentru nopțile 1, 2, 3 și 4, jucătorul îl controlează pe unul dintre animatronicii din primul joc (Freddy, Bonnie, Chica și Foxy), care urmează un animatronic misterios, înainte de a fi atacați și dezasamblați de William Afton, proprietarul tuturor restaurantelor Freddy Fazbear's Pizza, și în secret Purple Guy, ucigașul care a omorât 5 copiii chiar în unul dintre restaurante. În minigame-ul din noaptea a 5-a, Afton este atacat de spiritele celor 5 copii. Încercând să scape de ei, el se ascunde în costumul de Spring Bonnie, dar arcurile din interior cedează și Afton este omorât. Totuși, spiritul său ajunge să posede costumul, devenind astfel Springtrap.
Jocul este primul din serie care să aibă două finaluri diferite posibile, în funcție de faptul dacă jucătorul a găsit și terminat toate minigame-urile. Dacă jucătorul nu le-a jucat pe toate, atunci va obține "finalul rău" și ultima scenă arată măștile lui Freddy, Bonnie, Chica, Foxy și Golden Freddy cu ochii luminați, sugerând că sufletele copiilor sunt încă prinse în animatronici. Dacă jucătorul a terminat toate minigame-urile, atunci va obține "finalul bun" iar măștile au ochii stinși, sugerând că sufletele copiilor în sfârșite și-au găsit liniștea (cu excepția lui Golden Freddy, întrucât masca sa nu mai apare).
După terminarea nopții a 6-a, intitulată "Nightmare", un articol de ziar poate fi văzut, în care este dezvăluit că a avut loc un incendiu și Fazbear's Fright a ars, lucrurile rămase intacte urmând să fie vândute într-o licitație. Totuși, dacă jucătorul luminează imaginea, atunci Springtrap poate fi văzut intact, dezvăluind astfel că a scăpat din incendiu.

### Five Nights at Freddy's 4
Al patrulea joc din serie, ce ar fi trebuit inițial să fie ultimul, a fost lansat în iulie 2015. El este un prequel pentru Five Nights at Freddy's 2, având loc cu câțiva ani înainte de acesta, și, spre deosebire de toate jocurile de până atunci, nu are loc într-un birou, ci în camera unui băiat care are coșmaruri cu versiuni demonice ale animatronicilor: Nightmare Freddy, Nightmare Bonnie, Nightmare Chica, Nightmare Foxy, Plushtrap, Nightmare Fredbear și Nightmare, precum și Jack-O-Chica, Jack-O-Bonnie, Nightmare Mangle, Nightmarionne și Nightmare Balloon Boy (într-un DLC special de Halloween).
Jucătorul își asumă rolul unui băiat (care este dezvăluit în jocurile ulterioare să fie fiul lui William Afton / Purple Guy) care este constant încuiat în camera lui, singurii lui prieteni fiind animalele sale de pluș, dintre care unul, Fredbear, îi vorbește. Băiatul suferă de coșmaruri din cauza animatronicilor de la restaurantul Fredbear's Family Dinner și întregul joc prezintă încercarea lui de a supraviețui timp de 5 nopți. După fiecare noapte terminată, are loc un scurt minigame. În primul, Fredbear îl avertizează pe băiat că fratele său mai mare se ascunde prin casă, înainte ca acesta, purtând o mască de Foxy, să sară de după televizor și să-l sperie. În al doilea, băiatul este abandonat în pizzerie și, în ciuda sfatului lui Fredbear că trebuie să fie curajos, începe să țipe de frică. Tot în timpul acestui minigame, William Afton poate fi văzut îmbrăcând pe cineva în costumul de Fredbear, unul dintre primii animatronici creați vreodată de el.
În al treilea minigame, este dezvăluit că băiatul este luat peste picior și de alți copiii, și că există zvonuri că animatronicii prind viață noaptea și încearcă să omoare oameni. Tot în timpul acestui minigame, o reclamă pentru emisiunea TV "Fredbear și Prietenii" poate fi văzută, dezvăluind că jocul are loc în anul 1983. În al patrulea minigame, este dezvăluit că băiatul a fost încuiat odată în camera de depozitare a pizzeriei. În ultimul minigame, băiatul este văzut plângând la ziua sa de naștere organizată la pizzerie, când fratele său și alți copii, purtând măști de animatronici, încep să se ia de el. Ei decid să-i joace o farsă și îl bagă în gura lui Fredbear, dar deodată arcurile acestuia cedează și băiatul este omorât, în timp ce ceilalți rămân șocați, realizându-și greșeala.
După a 6-a noapte, băiatul aude o voce spunând că-i pare rău, înainte ca Fredbear să apară și să-i promită că, de oricâte ori se va "rupe", el și alții vor fi mereu acolo să-l "pună la loc" și vor rămâne prieteni pentru totdeauna. După aceasta, cu toții dispar treptat și poate fi auzit sunetul vag al unei electrocardiograme, înainte ca jocul să se sfârșească. După aceasta, jucătorul deblochează modul "Nightmare", care este asemănător cu noaptea a 6-a, deși Nightmare Fredbear a fost înlocuit cu o versiune mult mai agresivă numită Nightmare. După terminarea modului Nightmare, este arătată o imagine cu o ladă încuiată. Dacă jucătorul încearcă să o deschidă, va apărea mesajul "Probabil că unele lucruri sunt mai bine să rămâne uitate, pe moment". Cawthon a refuzat să dezvăluie ce anume se află în ladă, deși a dat un indiciu: "Ce este în cutie? Sunt părțile [din franciză] puse împreună."
Deși nu este dezvăluit niciodată în joc sursa exactă a coșmarurilor băiatului, mulți speculează că ar fi un disc creat de William Afton care, pe baza unor unde ultrasonice, pot modifica felul în care o persoană vede un anumit lucru, după cum este văzut mai târziu în cartea Five Nights at Freddy's: The Silver Eyes. Această teorie este continuată în jocul următor, Five Nights at Freddy's: Sister Location, unde este dezvăluit că fiica lui Afton și sora mai mică a băiatului a fost omorâtă de unul dintre animatronici (ceea ce explică prezența unei camere de fete goală în joc), astfel că este posibil ca aceste coșmaruri să aibă scopul de-al face pe băiat să stea departe de pizzerie și de animatronici.

### Five Nights at Freddy's: Sister Location
Al cincilea joc principal din serie a fost lansat în octombrie 2016. El este un sequel pentru Five Nights at Freddy's 4, dar se petrece, de asemenea, înainte de Five Nights at Freddy's 2, într-un depozit subteran numit "Circus Baby's Entertainment and Rental", care este deținut de William Afton, proprietarul tuturor celorlalte restaurante Freddy Fazbear's Pizza, și este folosit pentru a închiria animatronici la diferite petreceri și zile de naștere. Jocul este primul din serie în care jucătorul nu se află constant într-o singură încăpere, în schimb trebuind să se furișeze prin depozit, completând diferite sarcini și evitând atacurile animatronicilor. Animatronicii prezenți în joc o includ pe Circus Baby (cu mini-ajutoarele acesteia Bidybabs), Ballora (mini-ajutoarele ei Minierinnas), Funtime Freddy (cu ajutorul său Bon Bon), Funtime Foxy, și Ennard (care este o combinație dintre toți animatronicii), precum și Yenndo (un endoschelet care seamănă cu cel al lui Funtime Freddy) și Lolbit (care a apărut anterior în spin-off-ul FNaF World) ca halucinații, și Bonnet, Minierinnas 2 și Electrobab, care au fost cu toții incluși în update-ul "Custom Night".
Jocul începe cu un interviu cu William Afton, care este întrebat cu privire la diferitele alegeri de design când a construit animatronicii. Afton începe să vorbească despre diferitele capacități ale lui Circus Baby, precum să facă înghețată, să umfle baloane cu degetele sau să aleagă un cântec la cererea publicului și să danseze pe el. Intervievatorul nu este mulțumit cu răspunsul său, deoarece nu la aceste capacități se referea.
După aceasta, jucătorul își asumă rolul unui nou angajat la Circus Baby's Entertainment and Rental, care este inițial numit doar Mike, dar tableta sa cu inteligență artificială, HandUnit, îi schimbă numele în Eggs Benedict. Locul ar fi trebuit inițial să depoziteze animatronicii folosiți în restaurantul Circus Baby's Pizza World, dar acesta nu s-a deschis niciodată, din cauza unor așa-zise "pierderi de gaze". În prima noapte, HandUnit îl pune pe Mike să rezolve câteva sarcini zilnice și îi dezvălui că Circus Baby's Pizza World a fost creat ca un înlocuitor după succesul și închiderea restaurantului original Freddy Fazbear's Pizza. În noaptea a 2-a, are loc o pană de curent, dar Mike este ghidat de Circus Baby pentru a supraviețui atacurilor lui Ballora și Bidybabs și a restabili curentul manual.
În noaptea a 3-a, Mike este pus să-l repare pe Funtime Freddy, în timp ce evită atacurile lui Funtime Foxy, dar poate vizita Galleria Circus, unde este depozitată Baby. Odată acolo, Circus Baby îi povestește lui Mike de singura dată când a fost pe scenă: ea știa numărul exact de copii din încăpere în fiecare moment și, când o fetiță s-a apropiat de ea, corpul lui Baby s-a deschis și fetița a fost trasă înăuntru, țipetele ei fiind anulate de strigătele de bucurie ale celorlalți copii de la petrecere. Aceasta întâmplare mai apare într-un dialog care poate fi auzit înainte de fiecare noapte, unde fetița nu este lăsată de tatăl eil să se apropie de Baby, și într-un minigame care are loc, de regulă, când jucătorul este omorât. În minigame, jucătorul o controlează pe Circus Baby și trebuie să ducă mai multe brioșe anumitor copiii și într-o anumită ordine. Dacă este realizat corect, atunci jucătorul va primi un cornet de înghețată la final și se poate întoarce la începutul minigame-ului, unde o fetiță se va apropia de el. Când fetița este suficient de aproape, corpul lui Baby se deschide și fetița este trasă înăuntru, fiind zdrobită. De asemenea, poate fi observat că în minigame Circus Baby are ochii albaștrii, pe când în jocul principal aceștia sunt verzi. Cum și ochii fetiței sunt verzi, este sugerat că fetița este Elizabeth Afton, fiica lui William Afton și sora protagonistului (care este de fapt Michael Afton, fiul lui William), și că sufletul ei o posedă acum pe Baby.
După ce îl repară pe Funtime Freddy, Mike este atacat de Funtime Foxy și se trezește a doua noapte într-un costum de animatronic, într-o încăpere numită Scooping Room, care este folosită pentru a dezasambla animatronicii. În timp ce alți doi angajați nevăzuți se plâng de defecțiunile animatronicilor din ultima vreme, Baby îi explică lui Mike că l-a răpit și că, spre deosebiri de cei doi, ea a învățat cum să "pretindă". În timp ce Ballora este dezasamblată de cei doi angajați, Mike trebuie să supraviețuiască atacurilor mai multor Minierinnas și să nu lase costumul să-l zdrobească.
În noaptea a 5-a, Mike îi găsește pe cei doi angajați spânzurați și este pus de Baby să-i distrugă corpul, trimițându-l în Scooping Room. Totuși, Mike descoperă curând că Baby s-a combinat cu toți ceilalți animatronici, formând o entitate numită Ennard, care dorește să scape din depozit și să se integreze în societate folosind corpul lui. Jocul include două finaluri posibile: "finalul real", în care Mike este ademenit în Scooping Room, unde este omorât de Ennard, care îi preia apoi corpul, și "finalul fals", care este obținut dacă jucătorul a completat minigame-ul cu Circus Baby și nu a ascultat de aceasta în noaptea a 5-a. În acest final, Mike intră într-o cameră privată, unde trebuie să supraviețuiască atacurilor lui Ennard timp de 6 ore, având la dispoziție doar un sistem de camere și niște uși automate, ce funcționează pe o sursă limitată de curent electric (asemănător cu primul joc din serie). După aceasta, Mike se întoarce acasă, dar Ennard reușește să scape din depozit oricum și se furișează în casa lui. Cât timp se află în camera privată, jucătorul poate să introducă codul 1983, ceea ce va arăta imagini cu dormitorul și restul casei din Five Nights at Freddy's 4 și un ursuleț de pluș asemănător cu Freddy cu un microfon în el.
După terminarea unei "Custom Night", jucătorul poate viziona mai multe filmulețe scurte care arată ce s-a întâmplat cu Mike și Ennard după finalul real al jocului. În aceste filmulețe, Ennard este arătat folosind corpul lui Mike pentru a se integra cu succes în societate, deși, cu timpul, corpul începe să putrezească și devine în cele din urmă violet. După ce Ennard părăsește corpul și fuge în canalizare, corpul lui Mike cade la pământ, mort. Totuși, vocea lui Baby spunând "Nu vei muri" poate fi apoi auzită în mod repetat, până când Mike se ridică de la pământ, acum aparent un zombi. Spunându-și acum Michael, el vorbește cu tatăl său, spunându-i de timpul său în depozit și menționând că a găsit-"o" și eliberat-"o" (referindu-se, cel mai probabil, la sora sa, Elizabeth, care posedă corpul lui Circus Baby), înainte de a pleca să-l găsească. După aceasta, jocul arată o imagine cu ruinele lui Fazbear's Fright, din care iese Springtrap.

### Freddy Fazbear's Pizzeria Simulator
Al șaselea joc principal din serie a fost lansat gratuit în decembrie 2017 și este un sequel pentru Five Nights at Freddy's 3, având loc la ceva timp după jocul respectiv. Jocul este în principal de tipul tycoon, în care jucătorul își construiește propria pizzerie cu brandul Fazbear Entertainment Inc., dar include și mai multe secțiuni în care trebuie să se apere de atacurile unor animatronici, având la dispoziție doar o lanternă și sistem audio ce poate fi folosit pentru a ademeni animatronicii în altă încăpere. Animatronicii prezenți în joc, de care trebuie să se apere jucătorul, sunt Scrap Baby (o versiune nouă a lui Circus Baby, după ce a fost dată afară din corpul lui Ennard și a trebuit să-și construiască un corp nou din resturi), Molten Freddy (care este de fapt Ennard, aflat acum sub controlul lui Funtime Freddy, motiv pentru care seamănă cu un urs), Scraptrap (o versiune mult mai deteriorată a lui Springtrap) și Lefty (un animatronic misterios asemănător cu Freddy, care poate fi și folosit în pizzerie). Pe lângă aceștia, în joc mai apar și Helpy (un urs în miniatură cu rolul de-al ajuta pe jucător), precum și numeroși animatronici care pot fi cumpărați online și apoi folosiți în pizzerie: Rockstar Freddy, Rockstar Bonnie, Rockstar Chica, Rockstar Foxy, Orville Elephant, Happy Frog, Mr. Hippo, Pigpatch, Nedd Bear, Music Man, Funtime Chica și El Chip, precum și niște animatronici "improvizați" din obiecte de uz casnic, care nu sunt cu adevărat animatronici, cunoscuți împreună ca "Trash and the Gang".
Jucătorul își asumă rolul unei noi francize a Fazbear Entertainment Inc., cu sediul în Comitatul Washington, Utah. După o investiție inițială (o cameră mică cu scaune, mese și curent electric), jucătorului îi rămân $100 să cheltuiască pe noul restaurant, urmând să primească mai mulți bani în funcție de succesul acestuia. După prima noapte, el este încurajat să se pregătească pentru "testul suprem", care este o petrecere mare sâmbătă. După terminarea fiecărei zi de lucru, jucătorul este contactat de o persoană necunoscută, numită simplu "Casette Man", care vorbește cu el prin intermediul unei casete de înregistrat și îi prezintă unul din 4 animatronici cu origini misterioase (Scrap Baby, Molten Freddy, Scraptrap și Lefty) care au fost găsiți în aleea din spate a magazinului, pe care jucătorul poate apoi alege să-i arunce înapoi în alee sau să facă un test de siguranță (împlinind astfel paragraful 4 din contractul său de muncă), urmând să-i vândă ulterior pentru profit, deși este posibil ca animatronicii să prindă viață în urma anumitor teste și să-l atace pe jucător, după care se vor ascunde în restaurant. În unele cazuri, este posibil ca animatronicii să fi pătruns deja în restaurant, ascunzându-se în anumite obiecte de calitate inferioară cumpărate. Dacă jucătorul alege să păstreze animatronicii, indiferent dacă testele sunt reușite sau dacă animatronicii îl atacă, în ziua următoare el va trebui să se apere de atacurile animatronicilor în timp ce realizează mai multe sarcini din biroul său.
După petrecerea de sâmbătă, dacă jucătorul a ales să păstreze toți animatronicii, atunci Scrap Baby îi va spune că toți au venit aici pentru a primi un cadou și că vor face ceea ce au fost creați să facă (să ademenească și să omoare copii), făcându-și tatăl mândru. Casette Man o întrerupe (fiind dezvăluit să fie Henry, fostul partener de afaceri al lui William Afton, care a apărut și în cartea  Five Nights at Freddy's: The Silver Eyes), zicându-i Elizabeth, și îi spune că ea și ceilalți animatronici posedați au fost ademeniți într-o capcană în ventilația din interiorul restaurantului. El îi spune apoi jucătorului (care este presupus să fie Michael Afton din Five Nights at Freddy's: Sister Location) că a plănuit o cale de scăpare pentru el, deși are senzația că el nu ar vrea să plece. Casette Man spune apoi că și el va rămâne și se află în apropiere, precum și că a sosit timpul ca pizzeria și celelalte locații să fie uitate pentru totdeauna. După aceasta, pizzeria este văzută fiind cuprinsă de un incendiu, și toții animatronicii încearcă, fără succes, să scape. Pe măsură ce pizzeria arde, Casette Man îi spune jucătorului că restaurantul lui a fost conceput ca o capcană să atragă animatronicii și, acum că aceștia au fost distruși, sufletele care îi posedă în sfârșit își vor putea găsi liniștea, cu excepția lui Scraptrap (William Afton), al cărui suflet ajunge în iad. Casette Man vorbește apoi cu fiica lui (care este sugerată să fie Charlie, ce a apărut și în cărți), a cărui suflet o posedă pe Puppet (care a fost închisă în interiorul lui Lefty), spunând că știa că se va întoarce, deoarece este în natura ei să-i ajute pe alții. El își cere scuze că nimeni nu a fost acolo să o ajute când ea îi ajuta pe alții și îi spune "nu am putut să te salvez atunci, așa că lasă-mă să te salvez acum". În ultima scenă, Casette Man spune că a sosit timpul pentru ea și cei pe care i-a ajutat să se odihnească, și că acesta este sfârșitul pentru ei toți. După aceasta, este prezentat un scurt filmuleț în care jucătorului i se spune că a terminat săptămâna de lucru și primește certificatul de "Completare".
Jucătorul poate obține mai multe finaluri alternative. Dacă nu a păstrat niciun animatronic, a avut parte de prea multe procese și a ajuns la faliment, atunci este concediat și primește certificatul de "Bankruptcy". Dacă a cumpărat animatronicul Egg Baby, atunci este posibil să găsească în biroul său niște fișiere și informații secrete. În acest final, Casette Man îi dezvăluie că l-a ajuta pe Afton să creeze animatronicii și că fiica lui a fost prima victimă a lanțului de ucideri a acestuia, înainte ca jucătorul să fie concediat, fiind considerat nebun, și să primească certificatul de "Insanity".
Dacă jucătorul a găsit și a jucat toate minigame-urile secrete din atracțiile"Fruity Maze", "Midnight Motorist" și "Security Puppet", atunci la finalul jocului va apărea o imagine cu șase morminte, dintre care pe 4 sunt scrise numele Gabriel, Fritz, Susie și Jeremy, reprezentând copiii uciși de Afton și care au ajuns să-i posede pe Freddy, Bonnie, Chica și Foxy. Al cincilea este acoperit (deși este dezvăluit mai târziu să fie al lui Cassidy, care îl posedă pe Golden Freddy) iar al șaselea este în fundal (fiind dezvăluit mai târziu să fie al lui Charlotte, fiica lui Henry). După aceasta, jucătorul va primi certificatul de "Lorekeeper".
În unele cazuri foarte rare, jucătorul poate îi poate vedea pe Scrap Baby, Molten Freddy, Scraptrap și Lefty în aleea din spatele restaurantului. Din Lefty poate fi văzută ieșind mâna lui Puppet, confirmând astfel informațiile din finalul "Insanity", întrucât Lefty a fost construit de Henry să o captureze pe Puppet și să o țină în siguranță. Tot în finalul "Insanity", este dezvăluit că numele lui Lefty vine de la Lure Encapsulate Fuse Transport and Extract (LEFTE).

### Spin-off-uri

#### FNaF World
Primul spin-off al seriei a fost lansat în ianuarie 2016 (deși, în urma mai multor critici din cauza a numeroase erori și bug-uri, a fost ulterior relansat gratuit în februarie 2016) și este un RPG în care jucătorul controlează majoritatea personajelor din serie de până atunci, în timp ce explorează o lume fictivă și se luptă cu numeroși inamici. Printre personajele jucabile se numără: Freddy, Bonnie, Chica, Foxy, Toy Freddy, Toy Bonnie, Toy Chica, Mangle, Balloon Boy, JJ (care a apărut doar ca o halucinație în Five Nights at Freddy's 2), Phantom Freddy, Phantom Chica, Phantom Balloon Boy, Phantom Foxy, Phantom Mangle, Withered Freddy, Withered Bonnie, Withered Chica, Withered Foxy, Phantom Freddie (care a apărut doar ca o halucinație în Five Nights at Freddy's 2), Puppet, Phanotm Puppet, Golden Freddy, Paper Pals (care au apărut doar ca obiecte decorative în Five Nights at Freddy's 2), Nightmare Freddy, Nightmare Bonnie, Nightmare Chica, Nightmare Foxy, Endo 01, Endo 02, Endoplush (toți 3 doar niște endoschelete fără costum), Plushtrap, Springtrap, RWQFSAXC / Shadow Bonnie (care a apărut doar ca o halucinație în Five Nights at Freddy's 2), Crying Child (spiritele copiilor din Five Nights at Freddy's 3), Funtime Foxy (care este o versiune intactă a lui Mangle, ci nu animatronicul care a apărut mai târziu în Five Nights at Freddy's: Sister Location), Nightmare Fredbear, Nightmare, Fredbear, Spring Bonnie, Jack-O-Bonnie, Jack-O-Chica, Nightmare Balloon Boy și Nightmarrione, dar și niște personaje noi, precum Animdude (care este inspirat de Scott Cawthon), Mr. Chipper (protagonistul dintr-un joc anterior de-al lui Scott, Chipper & Sons Co, care l-a inspirat să creeze Five Nights at Freddy's), Coffee (protagonistul dintr-un alt joc anterior de-al lui Scott, The Desolate Hope) și Purple Guy. De asemenea, în acest joc apar pentru prima dată animatronicii Dee Dee (într-un minigame de pescuit) și Lolbit (de la care jucătorul poate cumpăra diferite upgrade-uri să-l ajute în luptă), ce vor apărea și în câteva din jocurile ulterioare.
Jocul include mai multe finaluri posibile, în care jucătorul învinge un boss (un robot bufniță numit Security, Animdude, Mr. Chipper, sau curcubeul lui Chica), dar există și mai multe finaluri ascunse. Dacă jucătorul interacționează cu Fredbear (care joacă rolul de ghid în joc) când joacă ca Fredbear, acest lucru îi va distruge pe amândoi de la brâu în sus, întrucât "universul nu poate avea doi de Fredbear în același timp". Dacă jucătorul colectează toate bucățile de ceas ascunse prin lumea jocului, rezolvând ghicitorile lui Fredbear, atunci va debloca un boss secret, Porkpatch. După ce îl învinge, un urs galben va apărea și îi va spune că "încă sunt prieteni" (asemănător cu finalul din Five Nights at Freddy's 4), că "toate bucățile sunt la locul lor" și că tot ce are de făcut este să le găsească, înainte de a dispărea. 
Dacă jucătorul se adâncește prea mult în glitch-uri (ce pot fi folosite pentru a accesa diferite locuri de altfel inaccesibile), atunci va ajunge într-o nouă dimensiune, fără cale de întoarcere, numită Flipside. Aici va întâlni un personaj misterios numit Old Man Consequences, care îi spune jucătorului "Odihnește-ți sufletul. Lasă demonul cu demonii lui". Este speculat că "demonul" la care se referă este William Afton / Purple Guy, care suferă în iad, întrucât țipete de durere pot fi auzite vag în fundal.

#### Ultimate Custom Night
Al doilea spin-off al seriei a fost lansat în iunie 2018 și este asemănător cu restul jocurilor din serie, întrucât jucătorul poate selecta din peste 50 de animatronici din toate jocurile împotriva căruia trebuie să supraviețuiască, pentru fiecare în parte fiind necesară o sarcină specifică de realizat. Personajele prezente în joc includ: Freddy, Bonnie, Chica, Foxy, Toy Freddy, Toy Bonnie, Toy Chica, Mangle, Balloon Boy, JJ , Withered Chica, Withered Bonnie, Puppet, Golden Freddy, Springtrap, Phantom Mangle, Phantom Freddy, Phantom Balloon Boy, Nightmare Freddy, Nightmare Bonnie, Nightmare Mangle, Circus Baby, Nightmare Fredbear, Nightmare, Jack-O-Chica, Nightmarrione, Nightmare Balloon Boy, Old Man Consequences, Ballora, Funtime Foxy, Ennard, Trash and the Gang, Helpy, Happy Frog, Mr. Hippo, Pigpatch, Nedd Bear, Orville Elephant, Rockstar Freddy, Rockstar Bonnie, Rockstar Chica, Rockstar Foxy, Music Man, El Chip, Funtime Chica, Molten Freddy, Scrap Baby, Scraptrap, Lefty și Phone Guy. De asemenea, Dee Dee poate apărea în momente aleatorii, invocând un animatronic care de altfel nu poate fi selectat (Shadow Bonnie, Plushtrap, Nightmare Chica, Bonnet, Minireena sau Lolbit), iar dacă jucătorul încearcă să-l îndepărteze pe Golden Freddy folosind un Death Coin, atunci va fi în schimb atacat de Fredbear (care de altfel este văzut fizic pentru prima dată, în afara minigame-urilor sau FNaF World).
Este speculat că jucătorul își asumă de fapt rolul lui William Afton, care este blestemat să fie torturat de creațiile sale în iad pentru eternitate.

#### Five Nights at Freddy's VR: Help Wanted
Un joc de realitate virtuală a fost lansat în mai 2019 și include locații și personaje din întreaga serie, printre care Freddy, Bonnie, Chica, Foxy, Toy Freddy, Toy Bonnie, Toy Chica, Mangle, Puppet, Balloon Boy, Springtrap, Phantom Balloon Boy, Phantom Mangle, Phantom Freddy, Phantom Foxy, Plushtrap, Nightmare Balloon Boy, Nightmare Fredbear, Nightmarionne, Circus Baby, Funtime Freddy, Funtime Foxy, Bidybabs, Minireenas și Helpy. Jocul introduce și câțiva animtaronici noi, ci anume PlushBabies (versiuni ale lui Circus Baby în miniatură) și Glitchtrap (un virus digital în cadrul jocului, care arată ca Spring Bonnie și conține conștiința lui William Afton, a cărui principal scop este să preia controlul asupra corpului jucătorului pentru a evada în lumea reală). Jucătorul nu mai este staționat într-o singură încăpere, ci explorează diferite locații, rezolvând puzzle-uri, jucând minigame-uri și evitând atacurile animatronicilor. Ulterior au fost lansate câteva DLC-uri, dintre care unul inspirat de Five Nights at Freddy's 2, ce a adăugat un nivel nou și pe animatronicii Withered Freddy, Withered Bonnie, Withered Chica și Withered Foxy din jocul respectiv, precum și un DLC de Halloween intitulat "Curse of Dradbear", ce, pe lângă câteva niveluri și puzzle-uri noi, a adăugat animatronicii Nightmare Freddy, Nightmare Bonnie, Nightmare Chica, Nightmare Foxy, Jack-O-Bonnie și Jack-O-Chica din Five Nights at Freddy's 4, precum și doi animatronici noi: Dreadbear și Grim Foxy.
Jocul reprezintă o adevărată experiență virtuală, numită "Freddy Fazbear Virtual Experience", creată de Fazbear Entertainment Inc., pentru a-și reabilita numele în urma unor incidente la vechile restaurante (însăși evenimentele din jocurile anterioare), ce acum au rămas doar niște legende urbane. Este, de asemenea, menționat că o persoană ar fi creat câteva jocuri video bazate pe aceste legende, sugerând că există o versiune a francizei Five Nights at Freddy's însăși în universul în care se petrec jocurile. Astfel, jocul creat de companie are ca scop să convingă oamenii că acele incidente sunt doar niște ficțiuni și că nu au motive de îngrijorare. 
Totuși, acest lucru este contrazis de 16 casete ascunse prin joc de către unul dintre dezvoltatori, ce au ca scop să avertizeze toate persoanele care urmează să testeze jocul în viitor de pericolele acestuia. Casetele dezvăluie că au avut loc mai multe procese penale în timpul dezvoltării jocului, după ce una dintre persoanele care le-a testat a ajuns să înnebunească și în cele din urmă să se sinucidă. De asemenea, este dezvăluit că Fazbear Entertainment a angajat dezvoltatorul să creeze toate jocurile anterioare, înainte de a tăia orice conexiune cu el; jocurile fac parte dintr-un plan elaborat al companiei să convingă oamenii că toate zvonurile despre ei sunt false, pentru a nu ajunge la faliment. 
Cel mai important, casetele îl avertizează pe jucător că există un virus (despre care este speculat că ar conține conștiința lui William Afton), creat după ce în joc au fost inserate circuitele unui animatronic vechi (Spring Bonnie). Virusul (cunoscut ca "Glitchtrap") a luat forma acestuia și acum încearcă să preia controlul asupra corpului jucătorului, pentru a scăpa în lumea reală. Urmând instrucțiunile de pe casete, jucătorul trebuie să elimine virusul, în urma unui proces complicat de restartare. Totuși, chiar dacă jucătorul reușește, este sugerat că Glitchtrap nu a fost în totalitate distrus.
Jocul oferă și două finaluri alternative posibile. Dacă în timpul minigame-ului "Pizza Party" (care pare să fie inspirat de uciderea lui Afton a 5 copii în camera din spate a unui restaurant) jucătorul intră într-o anumită încăpere, atunci va găsi o altă casetă și, după puțin timp, Glitchtrap va apărea de pe scenă, ademenindu-l pe jucător să-l urmeze. După aceasta, jucătorul se va trezi pe scenă, în timp ce Glitchtrap dansează și se poate auzi muzică pe fundal (este sugerat că jucătorul și-a asumat rolul uneia dintre victimele lui Afton, fiind omorât și ulterior băgat într-un costum de animatronic, forțat acum să cânte pe scenă pentru eternitate). Alternativ, dacă jucătorul ajunge până în punctul în care trebuie să restarteze jocul, dar nu reușește să finalizeze procesul, atunci Glitchtrap va prelua controlul asupra corpului său, întrucât jucătorul se va trezi apoi pe scenă în costumul lui Spring Bonnie.

#### Five Nights at Freddy's AR: Special Delivery
Un joc de realitate augmentată a fost lansat în noiembrie 2019. În el, jucătorul își folosește camera dispozitivului pentru a-și scana împrejurimile până când va găsi un animatronic, pe care apoi trebuie să-l prevină din a-l ataca. Animtronicii prezenți în joc sunt Freddy, Bonnie, Chica, Foxy, Balloon Boy, Circus Baby, Springtrap și RWQFSFASXC / Shadow Bonnie.

#### Freddy in Space 2
Lansat în decembrie 2019, jocul este o continuare a minigame-ului "FNaF 57: Freddy in Space" din FNaF World, în care jucătorul îl controlează pe Freddy și se luptă cu numeroși inamici folosind arme cu lase pe diferite planete extraterestre. În povestea jocului, fiul și prietenii lui Freddy (Bonnie, Chica, Foxy și Puppet, care devin jucabili la rândul lor) sunt cu toții răpiți de un robot extraterestru numit L.O.L.Z.H.A.X., astfel că Freddy pornește într-o aventură prin spațiu să-i salveze și să-l învingă pe L.O.L.Z.H.A.X. Jocul, deși în mare parte o glumă, a fost creat de Scott Cawthon pentru a atrage atenția asupra Spitalului de Copii Sf. Iuda din Memphis, Tennessee.

### Cărți si romane

##### Five Nights at Freddy's: The Silver Eyes
Primul roman scris de Scott Cawthon și Kira Breed-Wrisley, inspirat de jocuri, a fost publicat în decembrie 2015. Povestea cărții o urmărește pe Charlotte / Charlie, fiica lui Henry, vechiul partener de afaceri al lui William Afton (proprietarul restaurantelor Freddy Fazbear's Pizza, creatorul animatronicilor și în secret un ucigaș în serie care a omorât 5 copii), și pe prietenii ei, care se reîntâlnesc după mulți ani în orașul lor natal, numai pentru a descoperi secrete întunecate despre restaurantul lor preferat din copilărie, ajungând în cele din urmă să se confrunte față în față cu ucigașul. Conform celor spuse de Cawthon, cartea "extinde povestea jocurilor și adaugă un nou plan uman, niciodată văzut în acestea", dar cu toate acestea, se petrece într-un univers diferit de cel al jocurilor, având doar câteva similarități.

##### Five Nights at Freddy's: The Twisted Ones
O continuare a primului roman a fost publicată în ianuarie 2017. Povestea o urmărește din nou pe Charlotte, care încearcă să treacă peste evenimentele tragice din cartea anterioară, dar este "trasă înapoi în lumea înfricoșătoare a creațiilor tatălui ei". 

##### Five Nights at Freddy's: The Fourth Closet
Ultima carte din trilogie a fost publicată în iunie 2018. De data aceasta, povestea se concentrează pe prietenii lui Charlotte, care încearcă să descopere adevărul din spatele dispariției acesteia în cartea anterioară, și sunt din nou martori la o serie de evenimente misterioase după ce se deschide un nou restaurant. 

#### Ghid
Un ghid pentru seria de jocuri intitulat Five Nights at Freddy's: The Freddy Files a fost lansat inițial în august 2017, cu o nouă versiune actualizată în iunie 2019. Pe lângă diferite strategii pentru fiecare joc, ghidul cuprinde și informații referitoare la teoriile fanilor despre povestea din spatele acestora.

#### Carte de activități
O carte de activități intitulată Five Nights at Freddy's: Survival Logbook a fost lansată în decembrie 2017.